# Delphinium wenchuanense
Delphinium wenchuanense är en ranunkelväxtart som beskrevs av Wen Tsai Wang. Delphinium wenchuanense ingår i släktet storriddarsporrar, och familjen ranunkelväxter. Inga underarter finns listade i Catalogue of Life.